# Carlo Simonigh
Carlo Simonigh (ur. 10 stycznia 1936 w Turynie, zm. 15 stycznia 2014) – włoski kolarz torowy, dwukrotny medalista mistrzostw świata.

## Kariera
Pierwszy sukces w karierze Carlo Simonigh osiągnął w 1957 roku, kiedy zdobył złoty medal w indywidualnym wyścigu na dochodzenie amatorów podczas mistrzostw świata w Liège. Na rozgrywanych rok później mistrzostwach świata w Paryżu w tej samej konkurencji Simonigh zajął trzecie miejsce, ulegając jedynie Brytyjczykowi Normanowi Sheilowi i Francuzowi Philippe'owi Gaudrilletowi. Nigdy nie wystartował na igrzyskach olimpijskich.